# (466894) 2015 DR148
(466894) 2015 DR148 es un asteroide perteneciente al cinturón de asteroides, descubierto el 19 de diciembre de 2003 por el equipo Spacewatch desde el Observatorio Nacional de Kitt Peak (Arizona, Estados Unidos).